# Гужов, Александр Валерьевич
Александр Валерьевич Гужов (17 февраля 1978, Москва) — российский футболист, выступавший на позиции полузащитника. Сыграл два матча в премьер-лиге России.

## Биография
Воспитанник московской Футбольной школы молодёжи. На взрослом уровне дебютировал в 1995 году в составе «ТРАСКО», такое название носила в то время старшая команда ФШМ.
Летом 1996 года, после снятия команды «ТРАСКО» с первенства, футболист перешёл в дубль московского «Торпедо». За два с половиной сезона сыграл 68 матчей и забил 9 мячей в составе дубля автозаводцев во Втором дивизионе и Третьей лиге. За основной состав «Торпедо» дебютировал 2 апреля 1997 года в матче чемпионата России против московского «Спартака», выйдя на замену на 67-й минуте вместо бразильца Леонидаса. Всего в высшей лиге сыграл два матча, также выходил на поле за основу «Торпедо» в матче Кубка Интертото против мальтийской «Флорианы».
В дальнейшем сыграл один матч во Втором дивизионе за «КАМАЗ», после чего выступал в любительских соревнованиях за «Носороги» (пос. Володарского) и ФК «Видное». В 2003 году в составе ФК «Видное» сыграл 7 матчей во втором дивизионе. С 2003 года не выступал на профессиональном уровне.
После окончания спортивной карьеры работал в ГИБДД, по состоянию на 2011 год имел звание капитана полиции. Выступал за сборную ГИБДД по футболу.